# Самех (буква этрусского алфавита)
𐌎 (условное название — самех, в Юникоде называется эш) — пятнадцатая буква архаического этрусского алфавита, использовавшаяся исключительно в абецедариях. Также встречается в некоторых сабельских надписях.

## Название
Название самех — условное, так как настоящее название буквы неизвестно. Это название дано в честь финикийской буквы самех (𐤎), от которой она происходит через восточногреческую кси (Ξ).
В Юникоде буква называется эш для различения с другими тремя буквами, обозначавшими S.

## Использование
Использовалась в архаических этрусских абецедариях примерно с 700 по 500 годы до н. э., но никогда не применялась в надписях на этрусском. В алфавите располагалась между 𐌍 и 𐌏, занимая пятнадцатую позицию. Предполагается, что она могла обозначать сибилянт [s]. Наличие в этрусском алфавите трёх греческих знаков для сибилянтов (𐌎, 𐌑 и 𐌔) наряду с 𐌗 может свидетельствовать о том, что он происходит от варианта греческого алфавита, существовавшего до его разделения на западный и восточный, так как ни один из этих двух не содержит всех четырёх знаков сразу.
Транслитерируется как s, š, s᫈ или S¹.

Надпись с таблички из Марсильяны[фр.]
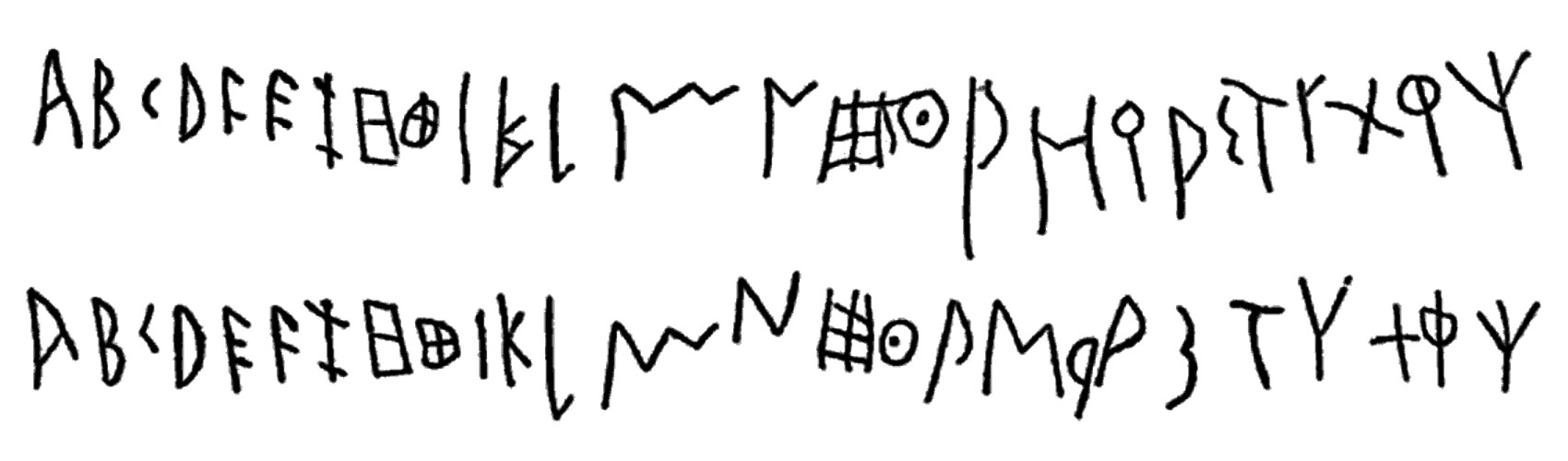
Два варианта этрусского алфавита с амфоры из Формелло
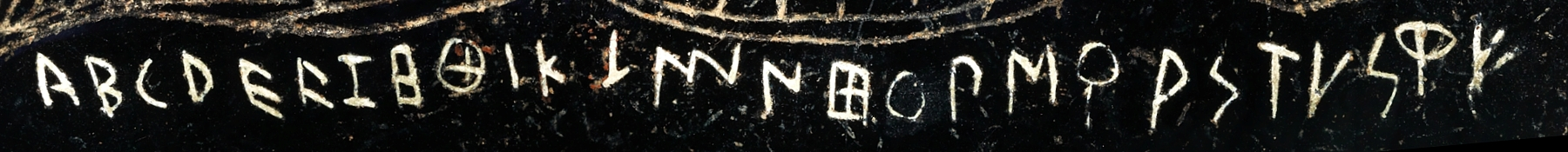
Алфавит петушка из Витербо

## Форма
Во всех абецедариях, в которых присутствует данная буква, она имеет вид прямоугольной решётки из трёх вертикальных и трёх горизонтальных черт. Греческой кси ( Ξ), от которой она происходит, такая форма, однако, не свойственна, и, по-видимому, она является чисто этрусским нововведением. Возможно, данная форма появилась в результате копирования буквы из абецедария, где она была вписана в прямоугольное окошко. Это косвенно подтверждается алфавитом чернильницы из Черветери, в котором у 𐌌 и 𐌍 также присутствуют дополнительные вертикальные черты, предположительно появившиеся таким же образом.

## В сабельских надписях
Буквы такого же начертания используются по меньшей мере в трёх сабельских надписях:
- в палеоумбрской надписи из Тольфы, где она обозначает средненёбный гласный;
- в палеовольской надписи из Сатрикума[англ.], где она обозначает некий другой звук;
- в надписи из Мальяно-Сабины, где обозначает вторую часть дифтонга[14].

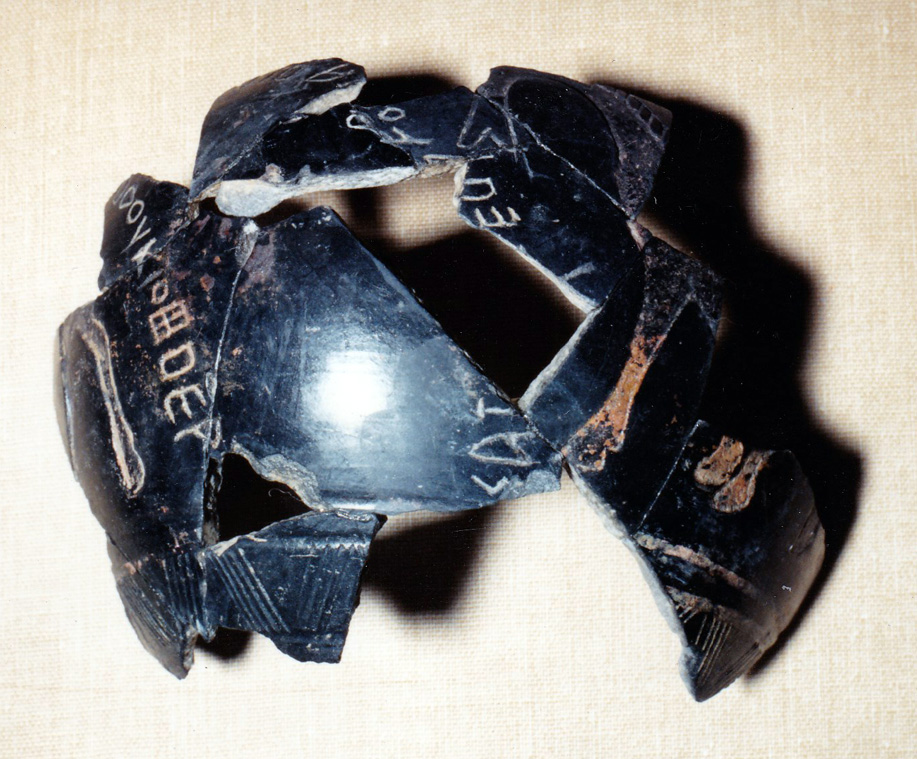
Надпись из Мальяно-Сабины
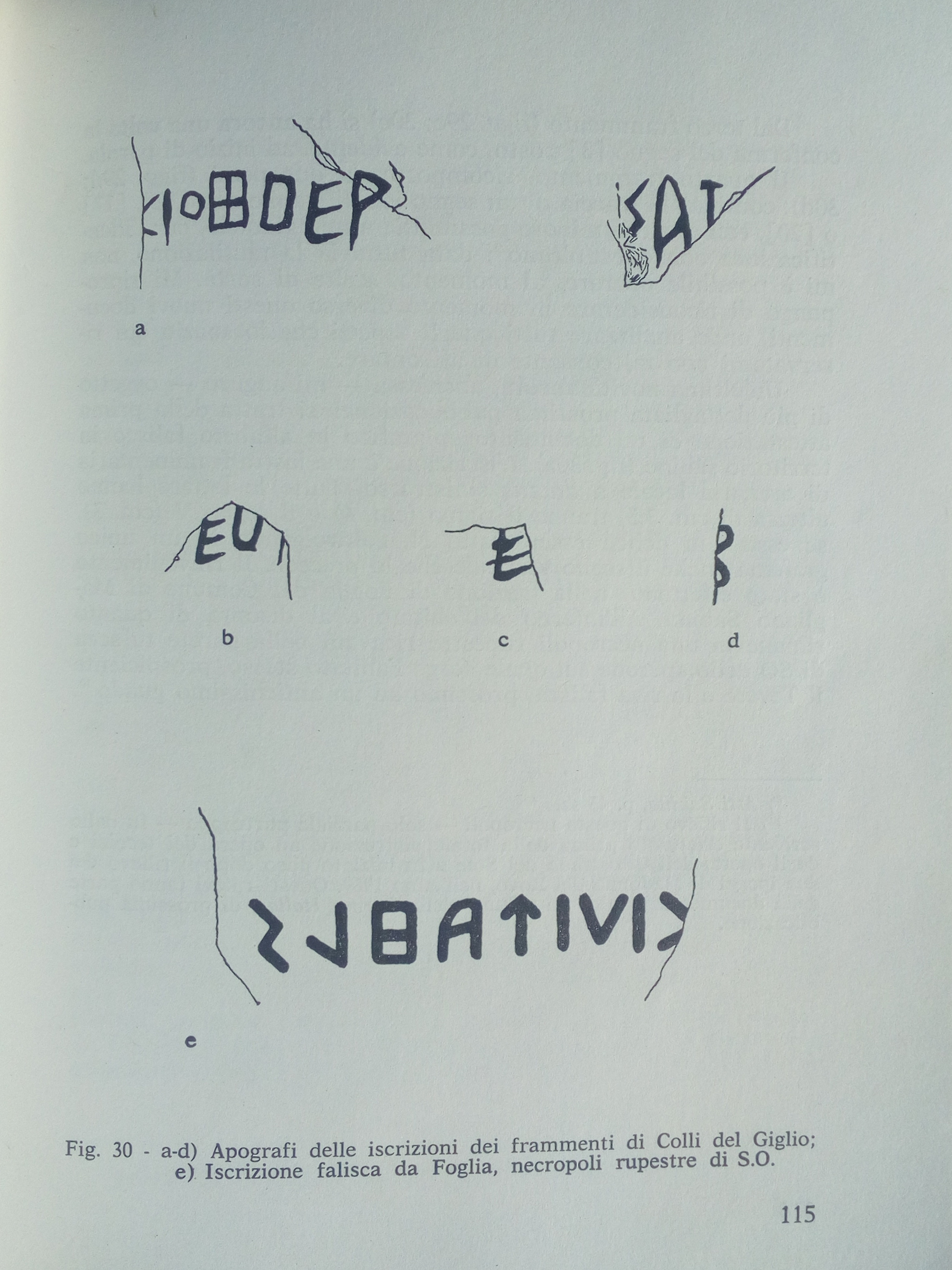
Прорисовка надписи из Мальяно-Сабины (сверху)

## Кодировка
Древнеиталийская эш была включена в стандарт Юникод в версии 3.1 в блок «Древнеиталийское письмо» (англ. Old Italic) под шестнадцатеричным кодом U+1030E. Данная кодовая позиция предназначена для представления как архаической этрусской буквы решёткообразного начертания, так и идентичного сабельского знака.